# Aleksandr Boebnov
Aleksandr Boebnov (Russisch: Александр Викторович Бубнов) (Ljoebertsy, 10 oktober 1955) is een Russisch voetbalcoach, die als speler voornamelijk uitkwam voor de Sovjet-Unie.

## Biografie
Boebnov begon zijn carrière bij Spartak Ordzjonikidze en maakte in 1974 de overstap naar Dinamo Moskou, waarmee hij in 1976 de landstitel veroverde en in 1977 de beker. In 1983 ging hij naar rivaal Spartak Moskou en won daar in 1987 en 1989 de titel mee.
Hij speelde ook 34 wedstrijden voor het nationale elftal en nam deel aan het WK 1986.
1 Dasajev ·
2 Bezsonov ·
3 Tsjivadze ·
4 Morozov ·
5 Demjanenko  ·
6 Boebnov ·
7 Jaremtsjoek ·
8 Jakovenko ·
9 Zavarov ·
10 Koeznetsov ·
11 Blochin ·
12 Bal ·
13 Lytovtsjenko · 
14 Rodionov ·
15 Larionov ·
16 Tsjanov ·
17 Jevtoesjenko ·
18 Protasov ·
19 Bilanov ·
20 Alejnikaw ·
21 Rats ·
22 Krakovskji ·
Coach: Lobanovskyj